# 1235

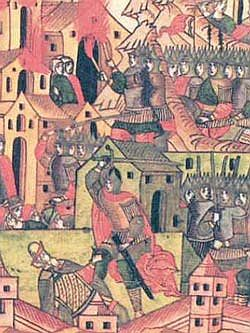
De Mongolen nemen een Russische stad in

Het jaar 1235 is het 35e jaar in de 13e eeuw volgens de christelijke jaartelling.

## Gebeurtenissen
juli
- 15 of 20 - Keizer Frederik II trouwt met Isabella van Engeland.

december
- december - Het markizaat Provence blijft aan Raymond VII van Toulouse, zoals keizer Frederik II beslist.

zonder datum
- De Mandinka onder Sundjata Keita verslaan de Sosso onder Soumaoro Kanté. Begin van het koninkrijk Mali.
- De Mongolen onder Ögedei Khan vallen de Song-dynastie, het begin van een verovering die 40 jaar zal duren.
- De Mongolen onder Batu Khan vallen Rusland binnen.
- De Zianiden in Algerije verklaren zich onafhankelijk van de Almohaden.
- De Bulgaars-Orthodoxe Kerk herkrijgt haar verloren autocefale status.
- Ibiza en Formentera worden bij het koninkrijk Majorca gevoegd.
- Het hertogdom Brunswijk-Lüneburg wordt gesticht, met Otto het Kind als eerste hertog.
- Johannes de Sacrobosco schrijft De Anni Ratione over de kalender, waarin hij onder meer stelt dat de Juliaanse kalender op dat moment 10 dagen achterloopt bij het werkelijke jaar. (jaartal bij benadering)
- De karmelieten moeten wegens de dreiging van de Saracenen de Karmel verlaten. De meesten trekken naar Europa.
- Instelling van de Tafel van de Heilige Geest in Zoutleeuw. Voor zover bekend is dit de eerste instantie van armenzorg in de Lage Landen.
- Stadsbrand in Deventer.
- Elisabeth van Thüringen wordt heilig verklaard.
- kloosterstichting: Abdij van Nazareth (Lier)
- oudst bekende vermelding: Beclean, Booienhoven, Hambühren, Hinterhornbach, Mažeikiai, Patignies, Ritthem, Vlissingen

## Opvolging
- Brabant - Hendrik I opgevolgd door zijn zoon Hendrik II
- Hongarije - Andreas II opgevolgd door zijn zoon Béla IV
- Trebizonde - Andronikos I Gidos opgevolgd door zijn zwager Johannes I Megas Komnenos Axouchos
- Zwaben - Hendrik II opgevolgd door zijn halfbroer Koenraad III

## Afbeeldingen

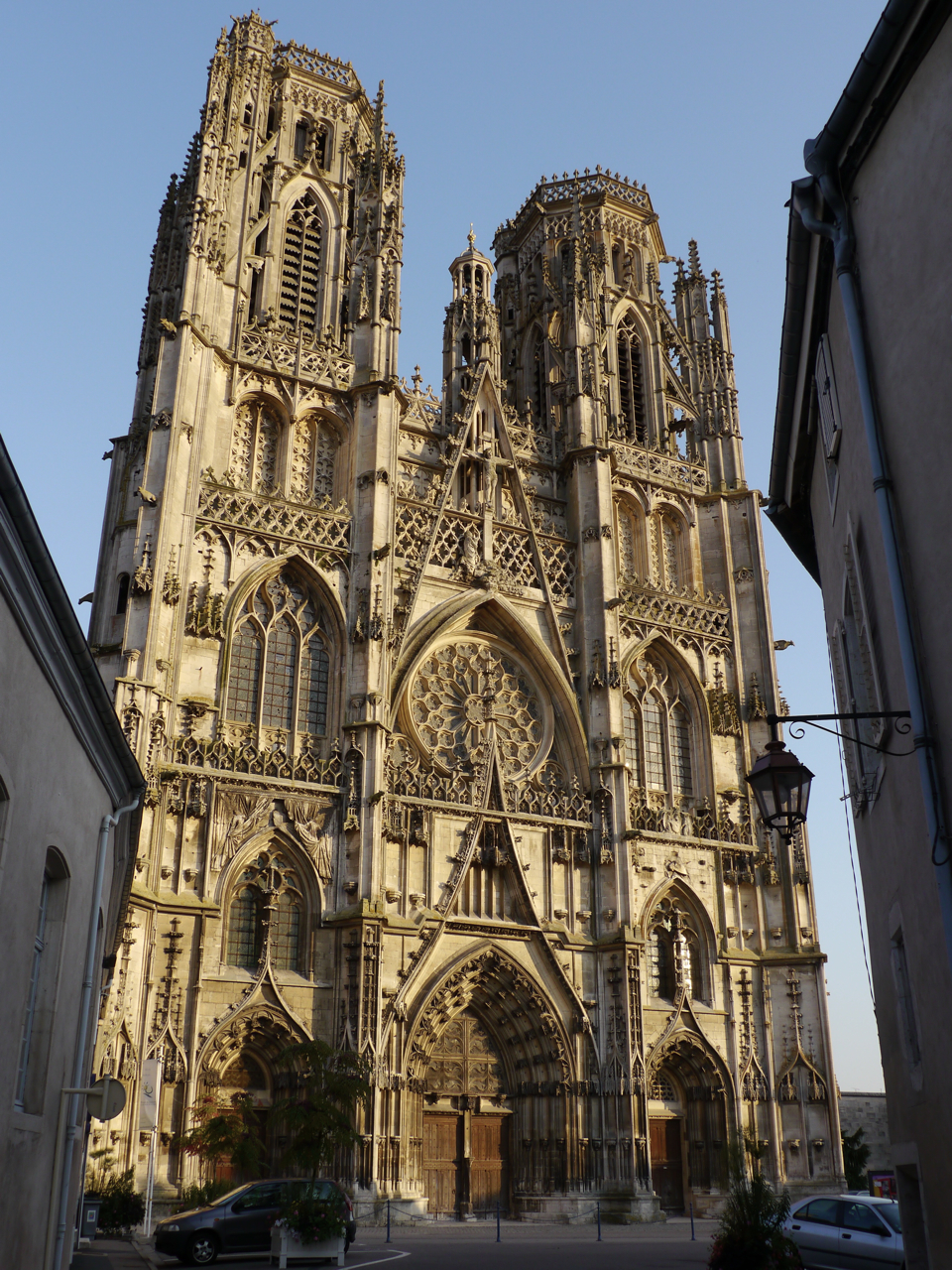
Kathedraal van Toul (voltooid 1235)
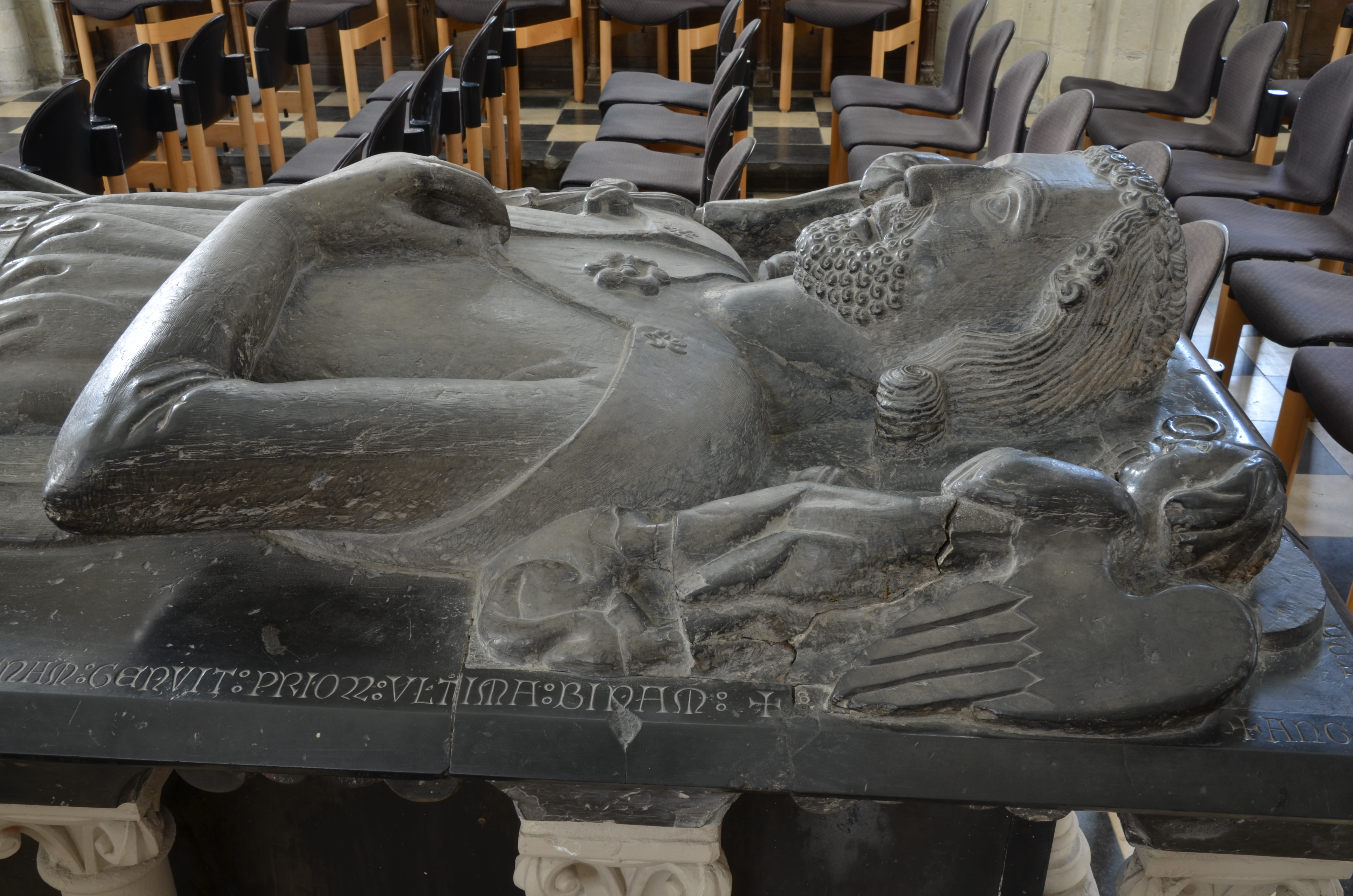
Graftombe van Hendrik I van Brabant

## Geboren
- 19 november - Hendrik XIII, hertog van Beieren, paltsgraaf aan de Rijn
- Phagspa, Tibetaans boeddhistisch leraar
- Helena van Silezië, Hongaars edelvrouw en abdis (vermoedelijke jaartal)
- Bonifatius VIII, paus (1294-1303) (jaartal bij benadering)
- Hugo III, koning van Cyprus en Jeruzalem (1267/1269-1284) (jaartal bij benadering)
- Melis Stoke, Hollands schrijver (jaartal bij benadering)

## Overleden
- 5 september - Hendrik I (~70), landgraaf en hertog van Brabant (1183/1190-1235)
- 26 oktober - Andreas II (~58), koning van Hongarije (1205-1235)
- Andronikos I Gidos, keizer van Trebizonder (1222-1235)
- David Kimchi, Frans rabbijn en filoloog